# كونستانتين نيكولاي
كونستانتين نيكولاي (بالرومانية: Constantin Nicolae) هو مبارز بالسيف روماني، ولد في 1939 في بوخارست في رومانيا.

## وصلات خارجية
- كونستانتين نيكولاي على موقع أوليمبيديا (الإنجليزية)